# VR-Bank Handels- und Gewerbebank
Die VR-Bank Handels- und Gewerbebank eG ist eine deutsche Genossenschaftsbank mit Sitz in Gersthofen bei Augsburg. Sie entstand im Jahre 2009 durch mehrere Fusionen in und um Augsburg und gehört zu den großen Genossenschaftsbanken in Bayern.

## Organisationsstruktur
Rechtsgrundlagen sind das Genossenschaftsgesetz und die durch die Vertreterversammlung erlassene Satzung. Organe der Volksbank sind die Vertreterversammlung, der Vorstand und der Aufsichtsrat.

## Geschichte
Die heutige VR-Bank Handels- und Gewerbebank eG hat eine über 125-jährige Tradition. Durch mehrere Bankenzusammenschlüsse in den letzten Jahren entstand aus der letzten Fusion zwischen der VR-Bank Lech-Zusam eG und der Handels- und Gewerbebank Augsburg eG (2009) die heutige VR-Bank Handels- und Gewerbebank eG. 

## Geschäftsstellen
Das Geschäftsgebiet erstreckt sich über 20 Geschäftsstellen im Stadtgebiet Augsburg sowie den Landkreisen Augsburg und Dillingen.

## Genossenschaftliche Finanzgruppe
Die Bank gehört der genossenschaftlichen Finanzgruppe an und ist Mitglied des Einlagensicherungsfonds des Bundesverbandes der Deutschen Volksbanken und Raiffeisenbanken.
Die Genossenschaftsbank arbeitet als Allfinanzberater mit genossenschaftlichen Spezialinstituten zusammen. Dazu gehören unter anderem die DZ-Bank, die R+V Versicherung, die Allianz-Versicherung, die Bausparkasse Schwäbisch Hall, die Teambank und die Union Investment Gruppe.

## Mitgliedschaft
Als Genossenschaftsbank ist die VR-Bank Handels- und Gewerbebank nicht auf die Maximierung der Gewinne ausgerichtet. Vielmehr sollen in erster Linie die Interessen der Mitglieder vertreten werden. Die Zeichnung eines Geschäftsanteils in Höhe von 160 Euro ist den Kunden der VR-Bank Handels- und Gewerbebank eG vorbehalten. 